# Норвешка на Светском првенству у атлетици на отвореном 2019.
Норвешка је на 17. Светском првенству у атлетици на отвореном 2019. одржаном у Дохи од 27. септембра до 6. октобра учествовала седамнаести пут, односно учествовала је на свим првенствима до данас. Репрезентација Норвешке је пријавила 17 спортиста (12 мушкараца и 5 жена), који су се такмичили у 17 дисциплина (11 мушких и 6 женских).,
На овом првенству Норвешка је по броју освојених медаља делио 17. место са 1 освојеном медаљом (1 златна).. У табели успешности према броју и пласману такмичара који су учествовали у финалним такмичењима (првих 8 такмичара) Норвешка је са 4 учесника у финалу делила 22. место са 20 бодова.
| Плас. | Земља    | 1. место | 2. место | 3. место | 4. место | 5. место | 6. место | 7. место | 8. место | Бр. финал. | Бод. |
| ----- | -------- | -------- | -------- | -------- | -------- | -------- | -------- | -------- | -------- | ---------- | ---- |
| =22.  | Норвешка | 1        | 0        | 0        | 1        | 1        | 1        | 0        | 0        | 4          | 20   |

## Учесници
| Мушкарци: - Филип Ингебргитсен — 1.500 м, 5.000 м - Јакоб Ингебригтсен — 1.500 м, 5.000 м - Хенрик Ингебригстен — 5.000 м - Сондре Нордстад Моен — 10.000 м - Велду Негаш Гебретсадик — Маратон - Карстен Вархолм — 400 м препоне - Том Ерлиг Кербе — 3.000 м препреке - Хавард Хаукенес — Ходање 50 км - Сондре Гутормсен — Скок мотком - Ола Стунес Исене — Бацање диска - Ејвинд Хенриксен — Бацање кладива - Мартин Рое — Десетобој | Жене: - Хеда Хине — 800 м - Каролина Бјеркели Гревдал — 5.000 м, 3.000 м препреке - Амали Иуел — 400 м препоне - Lene Onsrud Retzius — Скок мотком - Беатрис Недберг Лано — Бацање кладива |

## Освајачи медаља (1)

### злато (1)
- Карстен Вархолм — 400 м препоне

## Резултати

### Мушкарци
| Атлетичар               | Дисциплина     | Лични рекорд | Квалификације   | Квалификације   | Полуфинале        | Полуфинале   | Финале               | Финале            | Детаљи |
| Атлетичар               | Дисциплина     | Лични рекорд | Резултат        | Место           | Резултат          | Место        | Резултат             | Место             | Детаљи |
| ----------------------- | -------------- | ------------ | --------------- | --------------- | ----------------- | ------------ | -------------------- | ----------------- | ------ |
| Филип Ингебригстен      | 1.500 м        | 3:30,01 НР   | 3:37,26 КВ      | 4. у гр. 2      | 3:37,00           | 7. у гр. 1   | Није се квалификовао | 14 / 43 (45)      |        |
| Јакоб Ингебригтсен      | 1.500 м        | 3:30,16      | 3:37,67 КВ      | 1. у гр. 1      | 3:36,58 (.576) КВ | 3. у гр. 2   | 3:31,70              | 4 / 42 (45)       |        |
| Филип Ингебригстен      | 5.000 м        | 13:11,75     | 13:20,52 КВ     | 3. у гр. 2      |                   |              | Није завршио трку    | Није завршио трку |        |
| Хенрик Ингебригстен     | 5.000 м        | 13:15,38     | 13:21,22 кв     | 14. у гр. 2     | 13:36,25          | 13 / 35 (39) |                      |                   |        |
| Јакоб Ингебригстен      | 5.000 м        | 13:02,03 НР  | 13:25,20 КВ     | 4. у гр. 1      | 13:02,93          | 5 / 35 (39)  |                      |                   |        |
| Карстен Вархолм         | 400 м препоне  | 46,92 НР     | 49,27 КВ        | 1. у гр. 1      | 48,28 КВ          | 1. у гр. 2   | 47,42                |                   |        |
| Сондре Нордстад Моен    | 10.000 м       | 27:24,78 НР  |                 |                 |                   |              | 28:02,18             | 12 / 18 (21)      |        |
| Велду Негаш Гебретсадик | Маратон        | 2:09:14      | 2:16:35         | 24 / 55 (73)    |                   |              |                      |                   |        |
| Ховард Хавкенес         | 50 км ходање   | 3:42:50      | Дисквалификован | Дисквалификован |                   |              |                      |                   |        |
| Сондре Гутормсен        | Скок мотком    | 5,80         | 5,30            | 15. у гр. Б     |                   |              | Није се квалификовао | 29 / 29 (33)      |        |
| Ола Стунес Исене        | Бацање диска   | 67,78        | 64,54 кв        | 4. у гр. Б      | 63,67             | 10 / 32      |                      |                   |        |
| Ејвинд Хенриксен        | Бацање кладива | 78,25        | 76,46 кв        | 4. у гр. Б      | 77,38             | 6 / 31       |                      |                   |        |

#### Десетобој
| Дисциплина    | Мартин Рое | Мартин Рое   | Мартин Рое | Мартин Рое | Мартин Рое | Мартин Рое   |
| Дисциплина    | Лич. рек.  | Резултат     | Бод.       | Плас.      | Укупно     | Плас.        |
| ------------- | ---------- | ------------ | ---------- | ---------- | ---------- | ------------ |
| 100 м         | 10,79      | 10,94 (.933) | 874        | 12.        | 874        | 12.          |
| Скок удаљ     | 7,81д      | 7,28         | 881        | 12.        | 1.755      | 14.          |
| Бацање кугле  | 15,71д     | 15,08        | 795        | 12.        | 2.550      | 11.          |
| Скок увис     | 1,98д      | 1,87         | 687        | 21         | 3.237      | 16.          |
| 400 м         | 49,00      | Диск.        | 0          |            | 3.237      | 22.          |
| 110 м препоне | 15,03      | 15,86        | 749        | 21.        | 3.986      | 22.          |
| Бацање диска  | 49,19      | 47,18        | 812        | 7.         | 4.798      | 22.          |
| Скок мотком   | 4,90д      | 4,60         | 790        | 17.        | 5.588      | 21.          |
| Бацање копља  | 66,72      | 60,61        | 747        | 7.         | 6.335      | 19.          |
| 1500 м        | 4:31,96    | 5:08,91      | 685        | 18.        | 6.845      | 18.          |
| Десетобој     | 8.228      |              |            |            | 6.845      | 18 / 19 (24) |

### Жене
| Атлетичарка               | Дисциплина       | Лични рекорд | Квалификације      | Квалификације      | Полуфинале   | Полуфинале   | Финале                | Финале                | Детаљи |
| Атлетичарка               | Дисциплина       | Лични рекорд | Резултат           | Место              | Резултат     | Место        | Резултат              | Место                 | Детаљи |
| ------------------------- | ---------------- | ------------ | ------------------ | ------------------ | ------------ | ------------ | --------------------- | --------------------- | ------ |
| Хеда Хине                 | 800 м            | 1:59,87      | 2:02,49 КВ         | 3. у гр. 1         | 2:01,03      | 3. у гр. 2   | Није се квалификовала | 12 / 40 (41)          |        |
| Каролина Бјеркели Гревдал | 5.000 м          | 14:51,66     | Није завршила трку | Није завршила трку |              |              | Није се квалификовала | Није се квалификовала |        |
| Каролина Бјеркели Гревдал | 3.000 м препреке | 9:13,35 НР   | 9:28,84 кв         | 6. у гр. 1         | 9:29,41      | 13 / 42 (43) |                       |                       |        |
| Амали Иуел                | 400 м препоне    | 55,15 НР     | 54,72 КВ, НР, ЛР   | 1. у гр. 4         | 55,03 (.027) | 4. у гр. 2   | Нису се квалификовале | 10 / 36 (39)          |        |
| Lene Onsrud Retzius       | Скок мотком      | 4,51д        | 4,35               | 12. у гр. Б        |              |              | Нису се квалификовале | 25 / 31 (32)          |        |
| Беатрис Недберг Лано      | Бацање кладива   | 71,43 НР     | 65,55              | 14. у гр. А        | 28 / 30      |              | Нису се квалификовале |                       |        |